# لری زاریان
لری زاریان (ارمنی: Լարի Զարյան؛ انگلیسی: Larry Zarian زاده ۲۰ اکتبر ۱۹۳۷ – درگذشته ۱۳ اکتبر ۲۰۱۱) یک سیاست‌مدار آمریکایی ارمنی‌تبار بود که چهار دوره به عنوان شهردار شهر گلندل در ایالات کالیفرنیا برگزیده شد.